# Kharalambos Papadópulos
Kharalambos Papadópulos (grec: Πάμπος Παπαδόπουλος)  (Xipre, 26 de maig de 1947), més conegut com a Pambul·lís «Pambos» Papadópulos, és un exfutbolista xipriota de la dècada de 1970.
Fou 25 cops internacional amb la selecció xipriota.
Pel que fa a clubs, fou jugador, entre d'altres, de l'Olympiacos.

## Partits internacionals
| Xipre | Xipre   | Xipre |
| Any   | Partits | Gols  |
| ----- | ------- | ----- |
| 1965  | 5       | 0     |
| 1966  | 1       | 0     |
| 1967  | 2       | 0     |
| 1968  | 2       | 1     |
| 1969  | 1       | 0     |
| 1970  | 2       | 0     |
| 1971  | 3       | 0     |
| 1972  | 2       | 0     |
| 1973  | 2       | 0     |
| 1974  | 1       | 1     |
| 1975  | 1       | 0     |
| 1978  | 1       | 0     |
| 1979  | 2       | 0     |
| Total | 25      | 2     |